# Strandlumrar
Strandlumrar (Lycopodiella) är ett släkte av lummerväxter. Strandlumrar ingår i familjen lummerväxter.

## Dottertaxa till Strandlumrar, i alfabetisk ordning[1]
- Lycopodiella alopecuroides
- Lycopodiella andicola
- Lycopodiella appressa
- Lycopodiella benjaminiana
- Lycopodiella bradei
- Lycopodiella brucei
- Lycopodiella camporum
- Lycopodiella contexta
- Lycopodiella copelandii
- Lycopodiella descendens
- Lycopodiella diffusa
- Lycopodiella duseniana
- Lycopodiella ericina
- Lycopodiella geometra
- Lycopodiella glaucescens
- Lycopodiella halconensis
- Lycopodiella hydrophila
- Lycopodiella inundata
- Lycopodiella lateralis
- Lycopodiella lehmannii
- Lycopodiella limosa
- Lycopodiella margueritae
- Lycopodiella prostrata
- Lycopodiella pungens
- Lycopodiella raiateensis
- Lycopodiella riofrioi
- Lycopodiella robusta
- Lycopodiella steyermarkii
- Lycopodiella subappressa
- Lycopodiella tupiana